# Johan Olsson (Skilangläufer)
Johan Arne Olsson (* 19. März 1980 in Skultuna) ist ein ehemaliger schwedischer Skilangläufer.

## Werdegang

### 1998 bis 2007
Johan Olsson startet für den Skiclub Åsarna IK. Seine ersten Schritte auf der internationalen Bühne machte er bei den Europäischen Olympischen Winter-Jugendtagen 1997 in Sundsvall. Dort gewann er Bronze über 10 km Freistil. Drei Jahre später wurde er in Štrbské Pleso mit der schwedischen Staffel Vizeweltmeister im 4-mal-10-Kilometer-Rennen und zudem Fünfter im Einzelwettbewerb über 10 Kilometer. Mit der Staffel gewann er dort die Silbermedaille. Bis zu seinem Weltcupdebüt 2001 in Cogne lief er in unterklassigen FIS- und Continental-Cup-Rennen. Bei seinem Skilanglauf-Weltcup-Einstand belegte er über zehn Kilometer den 54. Rang. Bis zum Dezember 2003 wurde Olsson sporadisch im Weltcup eingesetzt, startete jedoch meist in unterklassigen Rennen, in denen er sich häufig gut platzieren konnte. Einen Erfolg konnte er als Gewinner der Bronzemedaille auf der 15-Kilometer-Strecke bei den nationalen Titelkämpfen 2003 feiern. Im Dezember konnte er als 16. über 15 Kilometer in Davos erstmals Weltcuppunkte gewinnen und startete von nun an auch meist im Weltcup. Mit der schwedischen Staffel wurde er am folgenden Tag Dritter.
Im Januar 2005 kam Olsson als Zehnter in Nové Město (15 Kilometer) erstmals unter die Top Ten in einem Weltcuprennen. 2005 startete Olsson in Oberstdorf zum ersten Mal bei Nordischen Skiweltmeisterschaften. Der Debütant wurde in vier Rennen eingesetzt, beste Ergebnisse waren der siebte Rang mit der Staffel und ein 19. Platz über 50 Kilometer. Ein Jahr später trat er bei den Rennen in Pragelato auch erstmals bei Olympischen Spielen an. Das beste seiner drei Ergebnisse auf Einzelstrecken war ein sechster Rang im 15-Kilometer-Rennen. Mit der Staffel um Mathias Fredriksson, Anders Södergren und Mats Larsson gewann er überraschend die Bronzemedaille. Anschließend gewann Olsson bei den schwedischen Meisterschaften Bronzemedaillen in der Verfolgung und über 50 Kilometer. Die Nordischen Skiweltmeisterschaften 2007 in Sapporo war auch erfolgreich, er belegte über 15 Kilometer den siebenten Platz.

### Seit 2007
Zu Beginn der Saison 2007/08 konnte Olsson in Beitostølen mit dem 10. Platz erneut eine Top-10-Weltcup-Platzierung erreichen. Am 9. Dezember 2007 erreichte er mit der Mannschaft das Podium und wurde in der Staffel Dritter. Bei zwei FIS-Rennen in Åsarna startete er ebenfalls erfolgreich, bevor er im Januar und Februar 2008 im Weltcup einen leichten Leistungseinbruch verzeichnen. Auch mit der Staffel in Falun blieb er mit dem achten Platz deutlich hinter den Erwartungen zurück. Im Einzel-Weltcup in Oslo gelang ihm in Oslo erstmals wieder ein Platz unter den besten zehn.
In die folgende Saison 2008/09 startete er verspätet, nachdem er anfangs noch bei FIS-Rennen an den Start ging. In Gällivare erreichte er im Einzel-Weltcuprennen über 15 km auf Anhieb wieder eine Top-10-Platzierung. Mit der Staffel stand er seit langem wieder auf dem Podium und wurde am Ende Zweiter. Diese Platzierung wiederholte die Staffel auch in La Clusaz im Dezember, bevor es Olsson im Januar in Otepää auch im Einzel gelang, den zweiten Platz zu erreichen. Bei den Schwedischen Nordischen Skimeisterschaften 2009 in Sundsvall wurde er im Einzel über 15 km sowie in der Verfolgung Zweiter. Im folgenden Weltcup-Rennen in Valdidentro erreichte er erneut das Podium und wurde am Ende Dritter.
Bei den Nordischen Skiweltmeisterschaften 2009 im tschechischen Liberec wurde er nach dem achten Platz im Klassik-Einzel, dem 16. Platz in der Verfolgung mit der Staffel Sechster. Nach den Weltmeisterschaften ging Olssons Leistungskurve erneut nach unten. Erst zum Start der Weltcup-Saison 2009/10 fand er zu alter Stärke zurück und erreichte in Beitostølen den achten Platz über 15 km. Bei den Schwedischen Meisterschaften 2010 in Piteå gewann er Bronze im Einzel. Nachdem er im Februar den siebenten Platz in Canmore erreicht hatte, wurde er endgültig für die Olympischen Spiele nominiert.
Bei den Olympischen Winterspielen 2010 in Vancouver gewann Olsson gemeinsam mit Daniel Rickardsson, Marcus Hellner und Anders Södergren die Goldmedaille im Staffelwettbewerb über 4 × 10 km. Darüber hinaus erreichte er die Bronzemedaille im Massenstartrennen über 50 Kilometer hinter Petter Northug und Axel Teichmann und im Skiathlon über 30 km hinter seinem Landsmann Marcus Hellner und Tobias Angerer. Im Einzel über 15 km erreichte er Platz 11.
Im ersten Weltcup-Rennen nach den Spielen erreichte er in Oslo den fünften Platz über 50 km. In Gällivare konnte er zu Beginn der Saison 2010/11 mit der Staffel erneut ganz oben auf das Podest laufen. Bei den Schwedischen Meisterschaften 2011 in Sundsvall gewann er erneut zweimal Silber. Nach einem eher mittelmäßigen 23. Platz beim Weltcup in Drammen startete er bei den Nordischen Skiweltmeisterschaften 2011 in Oslo. Dort gewann er gemeinsam mit Marcus Hellner, Daniel Rickardsson und Anders Södergren hinter der Norwegischen Mannschaft die Silbermedaille in der Staffel. In den Einzeldisziplinen verpasste er die Top-10-Platzierungen deutlich.
In Bruksvallarna gewann er bei den Schwedischen Meisterschaften im April 2011 Bronze im Einzel über 50 km. Bei seinem ersten Weltcup-Rennen der Saison 2011/12 in Sjusjøen konnte er erneut ein Einzelrennen gewinnen. Auch mit der Staffel war er mit dem dritten Platz erfolgreich. Bis zum Gewinn des Scandinavien-Cups in Åsarna im Januar 2012 blieb es seine letzte Podestplatzierung. Zu den kurz später stattfindenden Schwedischen Meisterschaften in Östersund startete er in allen Langlaufdisziplinen und gewann im Skiathlon über 30 km und im 15-km-Einzelwettbewerb die Silbermedaille.
Im Februar 2012 gelang es ihm nach drei Monaten wieder einen Weltcup zu gewinnen. Die Saison beendete er auf dem 14. Platz in der Gesamtwertung. Auch im Distanzweltcup konnte er sich vorn platzierungen und lag am Ende der Saison auf dem 10. Platz der Gesamtwertung.
In die Saison 2012/13 startete er erfolgreich mit einem zweiten Platz mit der Staffel in Gällivare. Die Tour de Ski 2012/2013 beendete er im Januar auf dem neunten Gesamtrang. Nach einem weiteren Podestplatz mit der Staffel in La Clusaz gewann er bei den Schwedischen Meisterschaften 2013 in Falun seinen ersten Titel im Einzel über 15 km. Drei Wochen später konnte er über die gleiche Distanz beim Weltcup in Davos gewinnen. Bei den Nordischen Skiweltmeisterschaften 2013 im Val di Fiemme gewann er Silber über 15 km klassisch und mit der Staffel. Kurz darauf gewann er im Einzel über 50 km klassisch die Goldmedaille. In den folgenden Jahren nahm er nur an wenigen Weltcups teil. Bei den Olympischen Winterspielen 2014 in Sotschi holte er die Silbermedaille über 15 km klassisch und die Goldmedaille mit der Staffel. Außerdem errang er den neunten Platz im 50-km-Massenstartrennen. Im folgenden Jahr gewann er bei den Nordischen Skiweltmeisterschaften 2015 in Falun die Bronzemedaille im 50-km-Massenstartrennen, die Silbermedaille mit der Staffel und die Goldmedaille über 15 km Freistil. In der Saison 2016/17 wurde er beim Weltcup in Ulricehamn Zweiter mit der Staffel. Bei den Nordischen Skiweltmeisterschaften 2017 in Lahti erzielte er die Bronzemedaille mit der Staffel. Zudem belegte er den 26. Platz im 50-km-Massenstartrennen und den neunten Rang über 15 km klassisch. Im Frühjahr 2017 erklärte er seine Weltcupkarriere für beendet.

## Privat
Olsson heiratete die Langläuferin Anna Dahlberg, das Paar lebt in Sundsvall.

## Erfolge

### Siege bei Weltcuprennen

#### Weltcupsiege im Einzel
| Nr. | Datum             | Ort                  | Disziplin                       |
| --- | ----------------- | -------------------- | ------------------------------- |
| 1.  | 13. Dezember 2008 | Davos                | 15 km klassisch Individualstart |
| 2.  | 19. November 2011 | Sjusjøen             | 15 km Freistil Individualstart  |
| 3.  | 11. Februar 2012  | Nové Město na Moravě | 30 km klassisch Massenstart     |
| 4.  | 18. Februar 2012  | Szklarska Poręba     | 15 km klassisch Individualstart |
| 5.  | 17. Februar 2013  | Davos                | 15 km Freistil Individualstart  |

#### Weltcupsiege im Team
| Nr. | Datum             | Ort       | Disziplin           |
| --- | ----------------- | --------- | ------------------- |
| 1.  | 21. November 2010 | Gällivare | 4 × 10 km Staffel 1 |

### Siege bei Continental-Cup-Rennen
| Nr. | Datum           | Ort      | Disziplin                       | Serie            |
| --- | --------------- | -------- | ------------------------------- | ---------------- |
| 1.  | 12. Januar 2003 | Stockvik | 15 km klassisch Individualstart | Continental Cup  |
| 2.  | 15. Januar 2012 | Åsarna   | 15 km klassisch Individualstart | Scandinavian Cup |

## Teilnahmen an Weltmeisterschaften und Olympischen Winterspielen

### Olympische Spiele
- 2006 Turin: 3. Platz Staffel, 6. Platz 15 km klassisch, 23. Platz 30 km Skiathlon, 25. Platz 50 km Freistil Massenstart
- 2010 Vancouver: 1. Platz Staffel, 3. Platz 30 km Skiathlon, 3. Platz 50 km klassisch Massenstart, 11. Platz 15 km Freistil
- 2014 Sotschi: 1. Platz Staffel, 2. Platz 15 km klassisch, 9. Platz 50 km Freistil Massenstart

### Nordische Skiweltmeisterschaften
- 2005 Oberstdorf: 7. Platz Staffel, 19. Platz 50 km klassisch Massenstart, 21. Platz 30 km Skiathlon, 46. Platz 15 km Freistil
- 2007 Sapporo: 7. Platz 15 km Freistil, 20. Platz 30 km Skiathlon
- 2009 Liberec: 6. Platz Staffel, 8. Platz 15 km klassisch, 16. Platz 30 km Skiathlon
- 2011 Oslo: 2. Platz Staffel, 16. Platz 50 km Freistil Massenstart, 16. Platz 30 km Skiathlon, 17. Platz 15 km klassisch
- 2013 Val di Fiemme: 1. Platz 50 km klassisch Massenstart, 2. Platz Staffel, 2. Platz 15 km Freistil
- 2015 Falun: 1. Platz 15 km Freistil, 2. Platz Staffel, 3. Platz 50 km klassisch Massenstart
- 2017 Lahti: 3. Platz Staffel, 9. Platz 15 km klassisch, 26. Platz 50 km Freistil Massenstart

## Weltcup-Gesamtplatzierungen
| Saison  | Gesamt | Gesamt | Distanz | Distanz |
| Saison  | Punkte | Platz  | Punkte  | Platz   |
| ------- | ------ | ------ | ------- | ------- |
| 2003/04 | 41     | 78.    | 41      | 52.     |
| 2004/05 | 77     | 55.    | 77      | 33.     |
| 2005/06 | 59     | 74.    | 59      | 50.     |
| 2006/07 | 69     | 61.    | 69      | 38.     |
| 2007/08 | 158    | 45.    | 158     | 25.     |
| 2008/09 | 473    | 14.    | 433     | 7.      |
| 2009/10 | 204    | 38.    | 204     | 17.     |
| 2010/11 | 167    | 45.    | 95      | 34.     |
| 2011/12 | 593    | 14.    | 503     | 10.     |
| 2012/13 | 369    | 18.    | 253     | 16.     |
| 2013/14 | 69     | 76.    | 69      | 44.     |
| 2014/15 | 45     | 94.    | 45      | 54.     |
| 2015/16 | -      | -      | -       | -       |
| 2016/17 | 83     | 69.    | 83      | 40.     |